# Campionato africano femminile di pallacanestro 1984
Il 9º Campionato africano femminile di pallacanestro FIBA (noto anche come FIBA AfroBasket Women 1984) si è svolto in Senegal dal 22 al 30 dicembre 1984.
I Campionati africani femminili di pallacanestro sono una manifestazione biennale tra le squadre nazionali, organizzata dalla FIBA Africa. Vincitore della manifestazione fu la squadra del Senegal.

## Squadre partecipanti
Gruppo A
- Senegal
- Camerun
- Egitto
- Guinea

Gruppo B
- Zaire
- Angola
- Mali
- Mozambico

## Turno preliminare

### Gruppo A
| Squadra | G | V | P | PF  | PS  | DP   | P.ti |
| ------- | - | - | - | --- | --- | ---- | ---- |
| Senegal | 3 | 3 | 0 | 269 | 146 | +123 | 6    |
| Camerun | 3 | 2 | 1 | 188 | 142 | +46  | 5    |
| Egitto  | 3 | 1 | 2 | 183 | 220 | −37  | 4    |
| Guinea  | 3 | 0 | 3 | 128 | 260 | −132 | 3    |

### Gruppo B
| Squadra   | G | V | P | PF  | PS  | DP   | P.ti |
| --------- | - | - | - | --- | --- | ---- | ---- |
| Zaire     | 3 | 3 | 0 | 274 | 164 | +110 | 6    |
| Mali      | 3 | 2 | 1 | 206 | 210 | -4   | 5    |
| Mozambico | 3 | 1 | 2 | 218 | 252 | −34  | 4    |
| Angola    | 3 | 0 | 3 | 139 | 211 | −72  | 3    |

## Fase finale

### Finale per il 1º posto
|  | Semifinali | Semifinali | Semifinali |       |         | Finale          | Finale          | Finale          |  |
|  |            |            |            |       |         |                 |                 |                 |  |
|  | Zaire      | Zaire      | 116        |       |         |                 |                 |                 |  |
|  | Zaire      | Zaire      | 116        |       |         |                 |                 |                 |  |
|  | Camerun    | Camerun    | 86         |       |         |                 |                 |                 |  |
|  | Camerun    | Camerun    | 86         |       | Senegal | Senegal         | 2               |                 |  |
|  |            |            |            |       | Senegal | Senegal         | 2               |                 |  |
|  |            |            | Zaire      | Zaire | 0       |                 |                 |                 |  |
|  | Mali       | Mali       | Zaire      | Zaire | 0       | 81              |                 |                 |  |
|  | Mali       | Mali       |            |       |         | 81              |                 |                 |  |
|  | Senegal    | Senegal    | 93         |       |         | Finale 3º posto | Finale 3º posto | Finale 3º posto |  |
|  | Senegal    | Senegal    | 93         |       |         |                 |                 |                 |  |
|  |            |            |            |       |         |                 |                 |                 |  |
|  |            |            |            |       |         | Mali            | Mali            | 70              |  |
|  |            |            |            |       |         | Mali            | Mali            | 70              |  |
|  |            |            |            |       |         | Camerun         | Camerun         | 83              |  |

### Finale per il 5º posto
|  | Finale 5º posto |           |    |  |
|  |                 |           |    |  |
|  | Egitto          | Egitto    | 51 |  |
|  | Mozambico       | Mozambico | 93 |  |

### Finale per il 7º posto
|  | Finale 7º posto |        |     |  |
|  |                 |        |     |  |
|  | Guinea          | Guinea | 44  |  |
|  | Angola          | Angola | 116 |  |

## Classifica finale
| Posizione | Squadra   | Risultati |
| --------- | --------- | --------- |
| 1         | Senegal   | 5–0       |
| 2         | Zaire     | 4–1       |
| 3         | Camerun   | 3-2       |
| 4         | Mali      | 2-3       |
| 5         | Mozambico | 2-2       |
| 6         | Egitto    | 1-3       |
| 7         | Angola    | 1-3       |
| 8         | Guinea    | 0-4       |